# Patriarhul Chiril I al Moscovei
Patriarhul Chiril I (în rusă Кирилл, Патриарх Московский и всея Руси), cu numele laic de Vladimir Mihailovici Gundeaev (în rusă Владимир Михайлович Гундяев; n. 20 noiembrie 1946, Leningrad, RSFS Rusă, URSS) este un episcop ortodox rus, care îndeplinește în prezent funcția de patriarh al Moscovei și al întregii Rusii, primat al Bisericii Ortodoxe Ruse (de la 1 februarie 2009).

## Poziții
Patriarhul Chiril I al Moscovei afirma în 2013 că recunoașterea de către statele occidentale a căsătoriilor între persoane de același sex prevestește sfârșitul lumii.
În anul 2014, în contextul crizei din Crimeea, autoritățile din Letonia i-au cerut să contramandeze vizita pe care urma să o efectueze la jumătatea lunii mai în Letonia.
În ziua de 12 februarie 2016 patriarhul Chiril I al Moscovei a avut o întâlnire cu papa Francisc, în Havana, capitala Cubei , în urma căreia au semnat o declarație comună, cu 30 de paragrafe, în care, printre altele, cei doi își exprimă speranța că această întâlnire va deschide calea reducerii tensiunilor între greco-catolici și ortodocși, intensificate de conflictul din Ucraina.

## Controverse
De-a lungul timpului, patriarhul Chiril a fost implicat în numeroase controverse. Una dintre cele mai populare este "scandalul ceasului de lux". După ce inițial a negat, Biserica Ortodoxa Rusă a recunoscut în aprilie 2012 că a modificat o fotografie a patriarhului Chiril, de pe pagina sa de Internet, pentru a „șterge” ceasul elvețian marca Breguet, de 30.000 de dolari, al preafericitului. Falsificarea a ieșit la iveală deoarece ceasul era, în continuare, perfect vizibil în reflexia mâinii pe tăblia lustruită a mesei.
Patriarhul Chiril a fost criticat în repetate rânduri din cauza afirmațiilor sale controversate și a poziției favorabile față de regimul lui Vladimir Putin. În februarie 2022, Chiril a ținut un discurs prin care și-a arătat susținerea făța de invazia armatei ruse din Ucraina, provocând numeroase reacții negative la adresa sa, inclusiv din partea reprezentanților Bisericii Ortodoxe Române. La o lună, în martie 2022, Chiril a șocat din nou printr-o altă declarație, afirmând că unul dintre motivele invadării Ucrainei au fost paradele comunității LGBT ce se organizau acolo și care trebuiau interzise.